# Clemet Stolpe
Clemet Stolpe, död på 1590-talet, var en svensk adelsman och fogde.

## Biografi
Clemet Stolpe var son till guldsmeden Clemet och Margareta Stolpe i Halmstad. Han var mellan 1576–1577 fogde i Västbo härad och på Kalmar slott, samt i ölands norra härad mot 1578–1580. Stolpe nämndes 1586 bland Sveriges adel.

### Egendom
Stolpe ägde Yttersjö och Esehylte i Långaryds socken, samt Staffansbo i Kållerstads socken.

### Familj
Stolpe gifte sig första gången med Ingrid Hård, dotter till väpnanre Peder Hård och Carin Tordsdotter (Store). De fick tillsammans barnen Peder Stolpe och häradshövdingen Magnus Stolpe (död 1609).
Han gifte sig andra gången 1568 med Carin Pedersdotter. De fick tillsammans militären Peder Stolpe (död 1598).